# Goran Arsović
Goran Arsović (Servisch: Горан Арсовић) (8 november 1967) is een schaker uit Servië. Hij is een internationaal meester. Vroeger speelde hij voor Joegoslavië.
Van 2 t/m 15 april 2005 speelde hij mee in het toernooi om het kampioenschap van Servië-Montenegro en eindigde daar met 6 punten uit 13 ronden op de tiende plaats. In 1989 speelde hij in Belgrado een partij met de recordduur van twintig uur tegen Ivan Nikolic. Er werden 269 zetten gespeeld en de partij eindigde in remise vanwege de vijftigzettenregel.